# Попов, Вадим Алексеевич
Вадим Алексеевич Попов (21 марта 1920 г., Ялта — 6 ноября 2006 г., Москва) — советский российский историк-японист, доктор исторических наук, ведущий научный сотрудник Отдела Японии Института востоковедения РАН, исследователь аграрной политики и социально-экономических отношений в японской деревне XIX—XX вв.

## Биография
Родился в Ялте. В 1938 году с отличием окончил среднюю школу. В том же году поступил в Московский авиационный институт. После окончания института в 1943 году работал на оборонном заводе. Поступил на восточный факультет Высшей дипломатической школы МИД СССР. После окончания Высшей дипломатической школы в 1951 году был направлен в Дальневосточный отдел Министерства иностранных дел. Поступил в аспирантуру Тихоокеанского института Академии наук СССР.
В 1951 году защитил кандидатскую диссертацию «Аграрная реформа в Японии (1945—1949)». Работал младшим научным сотрудником в Отделе Японии Института востоковедения АН СССР, в состав которого вошел Тихоокеанский институт, затем — старшим, ведущим научным сотрудником.
В 1989 году в Институте востоковедения АН СССР защитил докторскую диссертацию «Формирование социально-экономической структуры японской деревни (1868—1985)».

## Научная деятельность
В работе «Земельная реформа и аграрные отношения в Японии после Второй мировой войны» (1959) отражены основные выводы кандидатской диссертации «Аграрная реформа в Японии (1945—1949)». Монография была переведена на японский в 1961 году. Книга «Крестьянское движение в Японии после Второй мировой войны» (1961) также рассматривает ситуацию, сложившуюся в японской деревни после Второй мировой войны, на фоне которой автор описывает активизацию крестьянского движения. Характеризуется состояние деревни до капитуляции японского правительства, подъем крестьянского движения после войны, возрождение и рост крестьянских организаций как самые яркие его проявления. В. А. Попов анализирует Первый и Второй законы о земельной реформе, выступления крестьян против сохранения помещичьего землевладения, налогов и принудительных поставок во время земельной реформы и результаты реформы, одним из которых являлся спад крестьянского движения. Государство выкупило землю у помещиков и продало ее крестьянам, в результате чего в пореформенный период наблюдается раскол крестьянских организаций, крестьянское движение в 1949—1954 годов перерастает в борьбу против строительства американских военных баз. В конце 1950-х годов, по мнению автора, начался новый подъем крестьянского движения и объединение крестьянских организаций. Книга была переведена и издана в Японии в 1963 году.
В результате проведения аграрных реформ в японской деревне, где после преобразований преобладало частное хозяйство, сложились условия для развития капиталистических отношений. Монография «Развитие капитализма в сельском хозяйстве Японии» (1970) подводит итог развитию японской деревни в течение 1950—1960-х годов, констатирует рост материально-технической базы и рост самого производства, ставший возможным из-за высоких цен на продовольствие в послевоенные годы, выросли доходы сельского населения, вырос объем товарных отношений в деревне, что привело к быстрому расслоению крестьянства. Одновременно начался отток населения в города. Автор показывает взаимосвязь всех этих явлений с реформами второй половины 40-х годов и аграрной политикой последующих лет.
В книге «Формирование социально-экономической структуры японской деревни» (1987) автор рассматривает эволюцию сельского населения в Японии, начиная с реформ Мэйдзи и заканчивая послевоенным периодом. Он останавливается на формировании и развитии системы господства дзинуси, мелких землевладельцев, как нового класса в деревне в 60-х годах XIX в., анализирует влияние на социальные процессы аграрной реформы. Автор выдвигает концепцию двух моделей развития Японии: с 1868 г. по 1945 г. и с 1945 г. по настоящее время. Первая характеризуется феодальными пережитками в экономике и политике. Заимствование опыта Запада и наращивание военной силы приводит к военно-полицейскому режиму и нацистской идеологии на фоне отсталой экономики и низкого уровня жизни. После поражения в 1945 году была избрана другая модель — капиталистического государства с демократической конституцией, мощной экономикой и высоким уровнем жизни. Обе модели определяли и облик японской деревни.
Во многом благодаря работам В. А. Попова сформировалось аграрное направление в отечественной японистике.

## Основные работы
- Земельная реформа в Японии // Советское востоковедение. 1955. № 6. С. 82-95.
- Япония в период Первой мировой войны (1914—1918) // Очерки новой истории Японии (1640—1917) / Отв. ред. Гальперин А. Л. М., 1958. 598 с. (коллективная монография)
- Земельная реформа и аграрные отношения в Японии после Второй мировой войны. М.: Соцэкгиз, 1959. 211 с.
- Крестьянское движение в Японии после Второй мировой войны. М.: ИВЛ, 1961. 185 с.
- Аграрный закон 1961 г. и его сущность // Современная Япония. М., 1964. С. 56-78.
- Аграрная политика японского правительства // Современная японская деревня / Отв. ред. В. А. Попов. М.: Наука, 1964. С. 107—120.
- Крестьянское движение // Современная японская деревня / Отв. ред. В. А. Попов. М.: Наука, 1964. С. 121—130.
- Развитие капитализма в сельском хозяйстве Японии. М.: Наука, 1970. 163 с.
- История Японии (1945—1975) / Отв. ред. Попов В. А. М.: Восточная литература, Наука, 1978. 541 с.
- Основные проблемы аграрной и продовольственной политики Японии // Япония. 1982. М., 1983. С. 97-112.
- Правящие круги Японии: механизм господства / Отв. ред. Латышев И. А., Попов В. А. М.: Восточная литература, Наука, 1984. 295 с.
- Формирование социально-экономической структуры японской деревни. М.: Наука, 1987. 187 с.[1]